# The First 10 Years
| Recensione | Giudizio |
| ---------- | -------- |
| AllMusic   | [ 1 ]    |

The First 10 Years è un doppio album discografico di raccolta della cantautrice folk statunitense Joan Baez, pubblicato dall'etichetta discografica Vanguard Records nell'ottobre del 1970.

## Tracce
Lato A
1. Ghetto – 4:22 (Bonnie Bramlett, Homer Banks, Bettye Crutcher) – Tratto dall'album: One Day at a Time (1970)
2. If I Were a Carpenter – 2:10 (Tim Hardin) – Tratto dall'album: Joan (1967)
3. Silver Dagger – 2:29 (Pubblico dominio) – Tratto dall'album: Joan Baez (1960)
4. Love Is Just a Four-Letter Word – 4:15 (Bob Dylan) – Tratto dall'album: Any Day Now (1968)
5. There But for Fortune – 3:11 (Phil Ochs) – Tratto dall'album: Joan Baez/5 (1964)
6. Will the Circle Be Unbroken – 4:16 (Tradizionale - Pubblico dominio) – Tratto dall'album: David's Album (1969)

Lato B
1. John Riley – 3:50 (Ricky Neff) – Tratto dall'album: Joan Baez (1960)
2. You Ain't Goin' Nowhere – 2:55 (Bob Dylan) – Tratto dall'album: Any Day Now (1968)
3. Mary Hamilton – 5:54 (Pubblico dominio) – Tratto dall'album: Joan Baez (1960)
4. Carry It On – 2:17 (Gil Turner) – Tratto dall'album: One Day at a Time (1970)
5. Manhã de Carnaval – 3:08 (Antônio Maria (testo), Luiz Bonfá (musica)) – Tratto dall'album: Joan Baez in Concert, Part 2 (1963)
6. If I Knew – 2:46 (Nina Duschek (testo), Pauline Marden (musica)) – Tratto dall'album: David's Album (1969)

Lato C
1. With God on Our Side – 6:08 (Bob Dylan) – Tratto dall'album: Joan Baez in Concert, Part 2 (1963)
2. Don't Think Twice – 2:58 (Bob Dylan) – Tratto dall'album: Joan Baez in Concert, Part 2 (1963)
3. Geordie – 3:22 (Tradizionale - Pubblico dominio) – Tratto dall'album: Joan Baez in Concert (1962)
4. Te ador – 1:31 (Pubblico dominio) – Tratto dall'album: Joan Baez in Concert, Part 2 (1963)
5. Green, Green Grass of Home – 3:10 (Curly Putnam) – Tratto dall'album: David's Album (1969)
6. No Expectations – 3:48 (Mick Jagger, Keith Richards) – Tratto dall'album: One Day at a Time (1970)

Lato D
1. Sweet Sir Galahad – 3:39 (Joan Baez) – Tratto dall'album: One Day at a Time (1970)
2. Turquoise – 3:14 (Donovan) – Tratto dall'album: Joan (1967)
3. Farewell, Angelina – 3:12 (Bob Dylan) – Tratto dall'album: Farewell, Angelina (1965)
4. London* / Old Welsh Song** – 2:33 (William Blake* / Henry Treece**) – Tratto dall'album: Baptism: A Journey Through Our Time (1968)
5. A Hard Rain's A-Gonna Fall – 7:36 (Bob Dylan) – Tratto dall'album: Farewell Angelina (1965)

## Musicisti
Ghetto / Carry It On / No Expectations / Sweet Sir Galahad
- Joan Baez - chitarra, voce
- Grady Martin - chitarra elettrica, sitar, dobro
- Hal Rugg - chitarra steel, dobro (brani: Sweet Sir Galahad e No Expectations)
- Pete Drake - chitarra steel
- Jerry Reed - chitarra fingerpicking, chitarra ritmica
- Harold Bradley - chitarra basso
- Pete Wade - chitarra high ritmica
- Tommy Jackson - fiddle, viola
- Buddy Spicher - fiddle, viola
- Junior Huskey - contrabbasso
- Norbert Putnam - basso elettrico
- Hargus Robbins - pianoforte
- Ken Buttrey - batteria
- Charlie McCoy - organo, armonica, vibrafono
- David Briggs - pianoforte, harpsichord
- Jerry Shook - chitarra ritmica

If I Were a Carpenter / Turquoise
- Joan Baez - chitarra, voce
- Peter Schickele - arrangiamenti

Silver Dagger / John Riley / Mary Hamilton
- Joan Baez - chitarra, voce

Love Is Just a Four-Letter Word / You Ain't Goin' Nowhere
- Joan Baez – chitarra, voce
- Fred Carter – mandolino
- Pete Drake – pedal steel guitar
- Johnny Gimble – violino
- Roy Huskey Jr. – basso
- Tommy Jackson – violino
- Jerry Kennedy – chitarra
- Jerry Reed – chitarra
- Harold Bradley – chitarra, dobro
- Hargus "Pig" Robbins – pianoforte
- Stephen Stills – chitarra
- Harold Rugg – chitarra, dobro
- Grady Martin – chitarra
- Buddy Spicher – violino
- Norbert Putnam – basso
- Kenny Buttrey – batteria

There But for Fortune
- Joan Baez - chitarra, voce

Will the Circle Be Unbroken / If I Knew / Green, Green Grass of Home
- Joan Baez - chitarra, voce
- Grady Martin - dobro (brano: Will the Circle Be Unbroken - primo assolo)
- Hal Rugg - chitarra steel (brano: Will the Circle Be Unbroken - primo assolo)
- Peter Drake - chitarra steel
- Jerry Reed - chitarra (brani: Green, Green Grass of Home - primo e secondo assolo, Will the Circle Be Unbroken)
- Jerry Kennedy - chitarra (brano: If I Knew - secondo assolo)
- Harold Bradley - chitarra (brano: If I Knew - secondo assolo)
- Pete Wade - chitarra ritmica
- Tommy Jackson - fiddle
- Buddy Spicher - fiddle, viola
- Junior Huskey - contrabbasso
- Norbert Putnam - basso
- Hargus Robbins - pianoforte
- Ken Buttrey - batteria
- Fred Carter - mandolino (brano: Will the Circle Be Unbroken - primo assolo)
- Bill Purcell - pianoforte (brano: Will the Circle Be Unbroken - primo assolo)
- The Jordanaires - accompagnamento vocale, cori (brano: Will the Circle Be Unbroken)

Manhã de Carnaval / With God on Our Side / Don't Think Twice / Te ador
- Joan Baez - chitarra, voce

Geordie
- Joan Baez - chitarra, voce

Farewell, Angelina / A Hard Rain's A-Gonna Fall
- Joan Baez - chitarra acustica, voce
- Bruce Langhorne - chitarra elettrica (brano: A Hard Rain's A-Gonna Fall)
- Russ Savakus - contrabbasso

London / Old Welsh Song
- Joan Baez - chitarra, voce
- Peter Schickele - conduttore orchestra